# Teucholabis aspilota
Teucholabis aspilota là một loài ruồi trong họ Limoniidae. Chúng phân bố ở miền Australasia.